# Ranzo (Vallelaghi)
Ranzo è una frazione del comune di Vallelaghi in provincia autonoma di Trento a 739 mt di altiudine

## Storia
Ranzo è stato un comune italiano istituito nel 1920 in seguito all'annessione del Tirolo cisalpino al Regno d'Italia. Nel 1928 è stato aggregato al comune di Vezzano il quale, dal 1º gennaio 2016, assieme agli ex-comuni di Padergnone e Terlago, forma il comune distribuito di Vallelaghi.
L'abitato, in alto tra la Valle dei Laghi e quella del Sarca, è sorto in quanto passaggio strategico e obbligato che collegava le due valli, pur con un percorsi impervi. 
A Ranzo si trova una delle più antiche "Famiglia Cooperativa" del Trentino, costituita nel 1894 su iniziativa del curato don Alfonso Amistadi. Per molto tempo questo negozio rimase l'unico servizio pubblico del paese, considerando che fino al 1957 il borgo era raggiungibile dal fondovalle solamente con mulattiera lunga tre chilometri ma con 500 metri di dislivello. L'isolamento del paese ebbe termine grazie alla costruzione della strada di collegamento con il fondovalle che, in modo spettacolare, taglia di netto le ripide pareti calcaree sopra Vezzano.

## Composizione
Il paese è sito in posizione soleggiata su un altipiano, al termine di una panoramica strada, a 22 Km dal capoluogo, Trento. È dotato di un centro sportivo con campo da tennis in terra battuta e un campo da calcetto, del negozio di alimentari, un bar di paese e un ristoro poco distante dall'arrivo della impegnativa via ferrata Rino Pisetta.

## Collegamenti
La arteria di collegamento è la SP 18 dei Laghi di Terlago e Lamar, diramazione Lon e Ranzo, che a Ranzo termina. Il borgo è collegato a Vezzano con servizio di trasporto pubblico. 
Ranzo è snodo del cammino per pellegrini chiamato "Sentiero di San Vili" (San Vigilio) che porta da Madonna di Campiglio a Trento, permettendo di proseguire verso Trento su via alta o su via bassa. Gli antichi collegamenti da Toblino e da Vezzano su mulattiera (denominati "Rio de la Val" e "Scal") sono oggi dedicati al trekking.

## Monumenti e luoghi d'interesse

### Architetture religiose
- Chiesa di San Nicolò, chiesa parrocchiale.
- Cappella dei Santi Anna e Vigilio